# Boumla
Pour plus de détails, voir Fiche technique et Distribution.
Boumla, est un film algérien réalisé par Mohammed Yazid Yettou’ d'un durée de 20 minutes et sorti en 2020. Le film a été projeté à la cinémathèque d’Alger en avant-première à la faveur de la semaine du court métrage 2021’.

## Synopsis
Karim, 10 ans, croit naïvement que des rituels occultes pourraient l’affranchir d’une journée d’école. Lamia, sa jeune institutrice, voit sa vie basculer lorsque son père l’oblige à épouser un homme qu’elle n’aime pas. Elle est ainsi forcée de quitter Jamel, l’homme dont elle est amoureuse. Dans un excès de désespoir, ce dernier commet un acte irréparable qui changera à jamais la vie des trois personnages.

## Fiche technique
- Titre : Boumla

- Réalisation : Yazid Yettou
- Scénario : Rafik Bairi
- Photographie : Kader Sid Ali
- Montage : Yazid Yettou
- Son : Fayçal Belmili
- Musique : Younes Kacimi
- Production : Craft Production et Centre algérien du développement du cinéma (CADC)

## Participation
- Festival maghrébin du film d'Oujda 2022